# Shalbourne
Shalbourne – wieś w Anglii, w hrabstwie Wiltshire. Leży 38 km na północny wschód od miasta Salisbury i 100 km na zachód od Londynu.